# 廖宜琨
廖宜琨（1982年7月5日—），臺灣政治人物、民主進步黨籍，生於新北市，曾任澳洲國民銀行金融財務分析師，現任新北市議會議員（第四屆）。

## 早年
廖宜琨出生於台灣臺北縣（今新北市），父親是民主進步黨籍前立法委員、前新北市議員廖本煙。對公眾事務的熱情始於幼年時期，16歲即走入群眾替父親站台輔選。求學時期就讀台北縣當地大同國小、恆毅中學，在13歲時即被送往澳洲念書，取得昆士蘭科技大學經濟、會計雙學士學位，並以第1名成績於格里菲斯大學財務規劃所碩士畢業。畢業後考取到CFA特许金融分析师證照，在澳洲國家銀行擔任金融財務分析師。2014年携同妻兒舉家返台，開始步上從政之路。

## 政治參與
2015年3月，領表登記參加第9屆新北市第5選區立法委員黨內提名初選，競爭對手為蘇貞昌之女蘇巧慧。競選期間曾發動萬人聯署活動，要求樹林車站原地地下化，反對西移以避免造成居民通勤不便。初選民調結果由蘇巧慧38.09%成績獲得勝利，選後於父親服務處擔任特別助理。
2018年3月，領表登記參加民進黨黨內議員提名初選，初選民調成績16.9%排名該區第3，獲提名為第3屆新北市第7選區市議員候選人。競選期間曾參與親子嘉年華活動、樹林區市政說明會，提出樹林鐵路原線地下化、浮洲橋銜接台65線、增建長壽公園地下停車場及青年住宅等政見；與何博文、張志豪等黨內中生代共組問政聯盟，簽署長者假牙免費、專用垃圾袋減價、落實動保政策、實現居住正義等問政目標。選舉結果獲得2萬2975票、得票率7.66%，順利當選該屆市議員。
2022年，代表民主進步黨參選新北市第8選區議員選舉，以18,824票(得票率：6.97%)當選。

## 政策及立場
- 2019年，指出新北市政府舉辦的都更政策說明會，內容過於深奧不利民眾理解，並建議延長新北自治條例施行時間[21]。建議公布未符合規範之公園遊具，以確保孩童遊樂安全[22]。

- 要求於捷運樹林萬大線第2期動工前，先行開闢替代便道，以舒緩動工後交通阻塞問題[23]。

- 2020年，邀集社會團體及樹林區公所共同募款，贈送中低收入家庭民生物資[24]。引介樹林濟安宮捐贈1500個口罩，提供醫院、警察分局及衛生所工作人員使用[25]。

## 選舉紀錄
| 年度 | 選舉屆數             | 選舉區           | 所屬政黨   | 得票數 | 得票率 | 當選標記 | 備註 |
| ---- | -------------------- | ---------------- | ---------- | ------ | ------ | -------- | ---- |
| 2018 | 第三屆新北市議員選舉 | 新北市第七選舉區 | 民主進步黨 | 22,975 | 7.66%  |          |      |
| 2022 | 第四屆新北市議員選舉 | 新北市第八選舉區 | 民主進步黨 | 18,824 | 6.97%  |          |      |

## 外部連結
- 廖宜琨的Facebook專頁